# Durant (bilmärke)

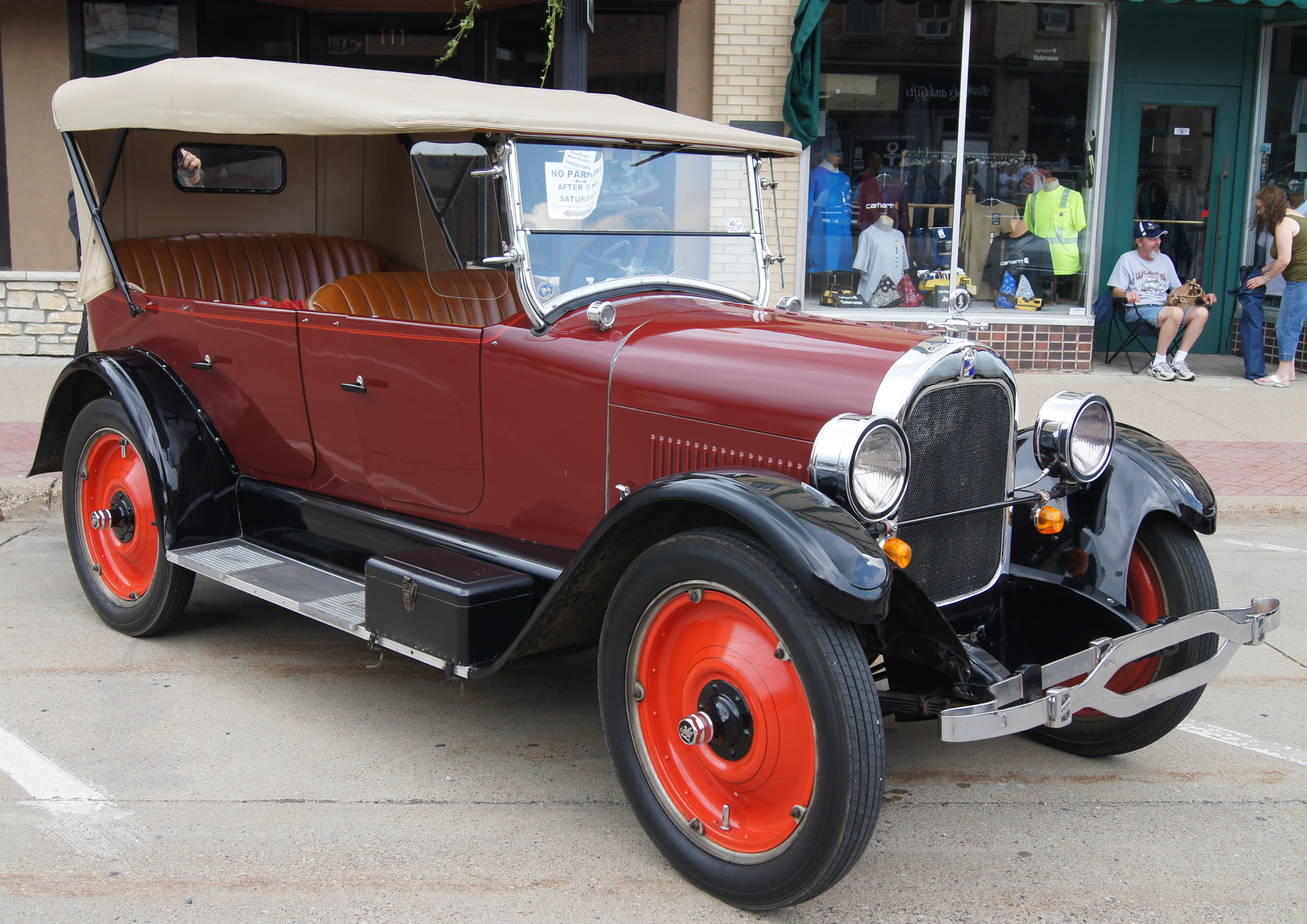
Durant A-22 1923.

Durant var ett bilmärke som byggdes av den amerikanska biltillverkaren Durant Motors i Lansing, Michigan mellan 1921 och 1932.
Sedan William C. Durant tvingats lämna General Motors bildade han Durant Motors med märken som Star, Flint och Locomobile. Durant, uppkallat efter grundaren själv, gick under med Durant Motors i sviterna av den stora depressionen.